# ATP Challenger Tour Finals de 2014
O ATP Challenger Tour Finals de 2014 foi um torneio de tênis realizado em quadra de saibro coberta, do Esporte Clube Pinheiros, em São Paulo, Brasil, entre 19 e 23 de novembro de 2014 e fez parte do ATP Challenger Tour. Esta foi a quarta edição do evento.

## Formato
Os sete melhores jogadores da temporada de torneios da série ATP Challenger Tour, além do jogador convidado pelo país organizador, participaram do evento, divididos em dois grupos de quatro jogadores cada.
Durante a primeira fase, os jogadores disputavam contra todos dentro de cada chave, onde os dois melhores de cada grupo avançavam às semifinais, com os vencedores de um grupo que enfrentavam os vice-líderes do outro grupo.
Os vencedores das semifinais decidiam o campeonato.

## Pontos e Premiação
A premiação total do evento era de US$220.000, distribuídos da seguinte maneira:
| Fase                                     | Premiação       | Pontos  |
| ---------------------------------------- | --------------- | ------- |
| Campeão                                  | FG + US$ 66.000 | FG + 80 |
| Vice-Campeão                             | FG + US$ 21.000 | FG + 30 |
| Vitórias por jogo na Fase de Grupos (FG) | US$ 6.300       | 15      |
| Participação                             | US$ 6.300       | —       |
| Alternates                               | US$ 3.500       | —       |

- FG: é a pontuação ou premiação por vitória durante a fase de grupos.

## Grupos
Os oito jogadores participantes foram divididos em dois grupos de quatro jogadores cada.

### Grupo A
| Jogador                    | Ranking |
| -------------------------- | ------- |
| Simone Bolelli (1)         | 60      |
| Victor Estrella Burgos (3) | 80      |
| Andreas Haider-Maurer (5)  | 84      |
| Máximo González (7)        | 105     |

### Grupo B
| Jogador                 | Ranking |
| ----------------------- | ------- |
| Diego Schwartzman (2)   | 77      |
| Blaž Rola (4)           | 81      |
| João Olavo Souza (6)    | 90      |
| Guilherme Clezar (8/WC) | 331     |

WC = Wild Card - Jogador que recebeu o convite da organização

## Resultados

### Fase de Grupos

#### Grupo A
| Data                   | Vencedor                                             | Perdedor                                             | Placar                      |
| ---------------------- | ---------------------------------------------------- | ---------------------------------------------------- | --------------------------- |
| 19 de novembro (Dia 1) | Máximo González (7) Simone Bolelli (1)               | Victor Estrella Burgos (3) Andreas Haider-Maurer (5) | 6-3, 6-4 6-4, 6-4           |
| 20 de novembro (Dia 2) | Victor Estrella Burgos (3) Simone Bolelli (1)        | Andreas Haider-Maurer (5) Máximo González (7)        | 6-2, 6-0 6-4, 5-7, 7-6(7-3) |
| 21 de novembro (Dia 3) | Andreas Haider-Maurer (5) Victor Estrella Burgos (3) | Máximo González (7) Simone Bolelli (1)               | 4-6, 6-1, 6-1 6-4, 6-2      |

#### Grupo B
| Data                   | Vencedor                                      | Perdedor                                     | Placar                                |
| ---------------------- | --------------------------------------------- | -------------------------------------------- | ------------------------------------- |
| 19 de novembro (Dia 1) | Diego Schwartzman (2) Blaž Rola (4)           | Guilherme Clezar (8/WC) João Olavo Souza (6) | 6-3, 6-2 6-3, 6-4                     |
| 20 de novembro (Dia 2) | Guilherme Clezar (8/WC) Blaž Rola (4)         | João Olavo Souza (6) Diego Schwartzman (2)   | 7-6(7-4), 2-6, 7-6(9-7) 6-4, 2-6, 6-3 |
| 21 de novembro (Dia 3) | Diego Schwartzman (2) Guilherme Clezar (8/WC) | João Olavo Souza (6) Blaž Rola (4)           | 3-6, 7-6(7-2), 6-2 6-4, 6-3           |

## Classificação

### Grupo A
| Rank | Jogador                    | Jogos | Sets | Games |
| ---- | -------------------------- | ----- | ---- | ----- |
| 1    | Victor Estrella Burgos (3) | 2-1   | 4-2  | 31-20 |
| 2    | Simone Bolelli (1)         | 2-1   | 3-4  | 36-37 |
| 3    | Máximo González (7)        | 1-2   | 4-4  | 37-41 |
| 4    | Andreas Haider-Maurer (5)  | 1-2   | 2-5  | 26-32 |

### Grupo B
| Rank | Jogador                 | Jogos | Sets | Games |
| ---- | ----------------------- | ----- | ---- | ----- |
| 1    | Diego Schwartzman (2)   | 2-1   | 5-3  | 41-35 |
| 2    | Guilherme Clezar (8/WC) | 2-1   | 4-3  | 33-37 |
| 3    | Blaž Rola (4)           | 2-1   | 4-3  | 33-32 |
| 4    | João Olavo Souza (6)    | 0-3   | 2-6  | 39-44 |

## Semifinais
| Data                   | Vencedor                                      | Perdedor                                      | Placar                                  |
| ---------------------- | --------------------------------------------- | --------------------------------------------- | --------------------------------------- |
| 22 de novembro (Dia 4) | Diego Schwartzman (2) Guilherme Clezar (8/WC) | Simone Bolelli (1) Victor Estrella Burgos (3) | 7-5, 6-4 7-6(7-4), 6-7(0-7), 7-6(14-12) |

## Final
| Data                   | Campeão               | Vice-Campeão            | Placar   |
| ---------------------- | --------------------- | ----------------------- | -------- |
| 23 de novembro (Dia 5) | Diego Schwartzman (2) | Guilherme Clezar (8/WC) | 6-2, 6-3 |